# Coleophora dentatella
Coleophora dentatella là một loài bướm đêm thuộc họ Coleophoridae. Nó được tìm thấy ở miền nam Nga.
Ấu trùng ăn Acanthophyllum elatius. 